# Flottille 6F
La flottille 6F est une flottille de l'aviation navale française créée sous le nom de 1re Escadrille des forces navales françaises libres (VFP-1) le 1er avril 1943 et dissoute le 15 septembre 2000.

## Historique
Cette flottille était stationnée à BAN Nîmes-Garons et armée d'avions de sûreté Breguet Br.1050 Alizé qui embarquaient sur les porte-avions Arromanches, Foch et Clemenceau.
La flottille 6F a été dissoute le 15 septembre 2000 au cours d'une cérémonie sur la BAN Nîmes-Garons présidée par le CA Louis Dubessey de Contenson, Alavia, en présence notamment du VA (2S) Michel Mosneron Dupin, ancien Alpatmar et pilote d'essai du Breguet Br.1050 Alizé.

## Bases
- BAN Port-Lyautey (avril 1943-juillet 1944), sous commandement américain (Fleet Air Wing-15)[2] puis français
- BAN Agadir (juillet 1944-septembre 1946)
- BAN Lartigue (Oran) (septembre 1946 - 1958)
- BAN Hyères Le Palyvestre (1958- 1961)
- BAN Nîmes-Garons (1961-septembre 2000)

## Appareils

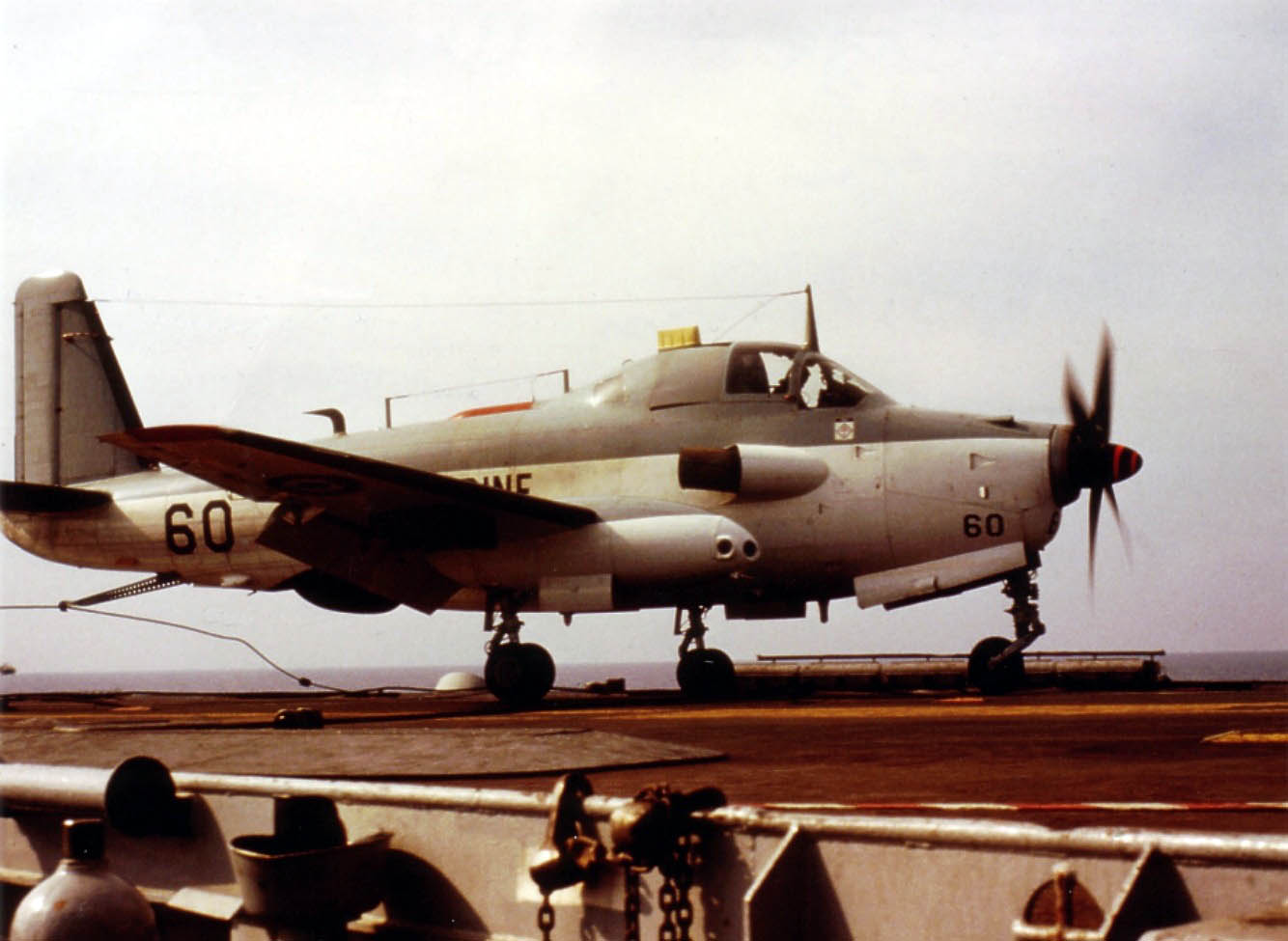
Un Breguet Br.1050 Alizé à l'appontage

- Consolidated PBY Catalina (avril 1943-octobre 1944)
- Martin PBM Mariner (septembre 1943-novembre 1943)
- Lockheed PV-1 Ventura (octobre 1944-décembre 1946)
- Bloch MB.175 (janvier 1947-mai 1952)
- Grumman TBF Avenger (mai 1952-octobre 1959)
- Breguet Br.1050 Alizé (septembre 1959-septembre 2000)